# 汪應銓
汪應銓（1685年—1745年），字杜林，号梅林。江苏常熟人。
康熙五十七年（1718年）状元，授翰林院修撰，入值南书房。破格提为庶子。官至左春坊赞善。因得嫉於權貴，不久辭歸。
清康熙五十七年（1718年）中狀元時，已經40多歲，家中也早有妻子兒女，但因新科狀元的名頭太大，讓待字閨中的姑娘主動相求。
據清袁枚《隨園詩話》和徐卓《休寧碎事》記載，當時京城有位粗通文墨的陸小姐，本來就愛好文學，所以想找一名有才的男子託付終身。
一天，陸小姐在閨房看書，忽然聽到街上傳來鑼鼓喧鬧的聲音，掀開窗簾窺望，隱約知道是新科狀元汪應銓在騎馬遊街。她雖然看不清狀元郎樣貌，但心中已燃起愛火，更託人傳話，表示願意為汪應銓之妾。
沒多久，2人就拜堂成親；洞房時，陸小姐挑開頭巾偷看新郎官，卻發現汪應銓竟是一個腰粗背闊、身體肥胖、年近半百，且還有一臉麻子的的醜男人，和她想像的儀表堂堂的模樣相距甚遠。
而汪應銓因喜上加喜喝得酩酊大醉，一進新房就到處嘔吐、醜態百出。陸小姐深受打擊，自感無法同床共枕、共度餘生，索性直接自盡。消息傳出，街巷議論紛紛，有人更題聯嘲弄：「國色太嬌難作婿，狀元雖好卻非郎。」